# Повстання проти Птолемеїв у Єгипті (206—186 до н. е.)
Повстання проти Птолемеїв у Єгипті (206—186 до н. е.) – конфлікт між елліністичними правителями Єгипта та автохтонним населенням країни. Відомий також як Велике повстання.

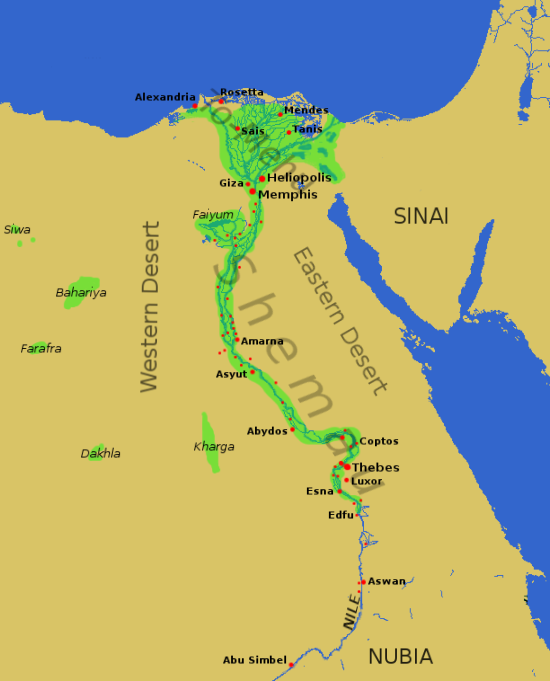
Мапа стародавнього Єгипту. Позначені згадані у статті Асьют, Абідос, Фіви (Thebes), Едфу та Асуан

## Причини та обставини повстання
У другій половині 3 століття до н.е. в державі Птолемеїв почало зростати соціальне напруження. Важка Четверта Сирійська війна, для якої у Греції вербувались великі загони найманців, змусила підняти податки, що боляче вплинуло на широкі верстви населення. Про економічну кризу свідчить і девальвація птолемеївської срібної монети. Крім того, автохтонна еліта була незадоволена своєю другорядною роллю в управлінні державою. 
Традиційно великим впливом у Єгипті користувались жерці. Птолемеї докладали зусиль для забезпечення їх підтримки, при цьому вони мали найбільш тісні зв’язки із мемфіськими служниками бога Птаха, котрі коронували представників династії як фараонів. Великі храмові комплекси були вбудовані у адміністративно-господарську систему країни, через що під час повстання ставали об’єктами нападів бунтівників. Втім, повстання все-таки отримало певну підтримку в релігійних колах, наприклад, з боку служників храму в Філах (свідченням чого є втеча останніх після придушення бунту). Титули обох повстанських фараонів включають формулу «улюбленець Амона-Ра», що свідчить про особливе пошановуванням ними цього бога, послідовники якого традиційно ворогували з мемфіським культом. 
Зазначена раніше Сирійська війна створила підґрунтя для потужного повстання ще одним чином. Не сподіваючись перемогти силами лише найманців, Птолемеї вперше в історії елліністичного Єгипту набрали до армії значну кількість автохтонів (двадцять тисяч), котрі отримали військову підготовку та бойовий досвід. Тепер при появі відповідних національних вождів до повстання могли примкнути численні досвідчені воїни.  

## Перший етап боротьби
Початок повстання відносять до 206 р. до н.е., коли наприкінці правління Птолемея IV Філопатора припинились податкові надходження з півдня (останні записи про них датуються 207 р. до н.е.). Однією з містин, де почались заворушення, стало Едфу (вісім десятків кілометрів на південь від Фів), де зафіксоване припинення робіт над зведенням другого за розмірами храму Єгипта (будівництво почалось ще в 237 р. до н.е. і було майже завершене, проте повстання відтермінувало цю подію аж до 176 р. до н.е.). 
На чолі повстання став Хугронафор, котрий у 206 р. коронувався як фараон у Фівах. Втім, урядові гарнізони тримались щонайменше до 204 р. до н.е., в якому ще зафіксована відправка воїнів із Фів у південні номи. В наступні ж кілька років свідчення якогось контролю Птолемеїв над півднем зникають.
Тим часом у 202 р. до н.е. проти елліністичних правителів Єгипту виступив селевкидський цар Антіох III Великий (П’ята Сирійська війна). У кампаніях 201 та 200 рр. до н.е. великі сили Птолемеїв діяли в Келесирії, що в підсумку завершилось важкою поразкою в битві при Паніоні. Після цього, хоча війна тривала ще два роки, інтенсивність бойових дій у Східному Середземномор’ї значно впала і вони звелись до оборони єгиптянами останніх опорних пунктів у Фінікії.
Зате на півдні країни Птолемеї у 200/199 р. до н.е. перейшли в контрнаступ. Завдяки присвячувальному напису одного найманця з Пелопоннеса відомо про облогу Абідоса. Хугронафор загинув, а урядові війська весною 199 р. до н.е. змогли зайняти Фіви.

## Продовження боротьби Анхвеннефером
Тим часом на чолі повстанців став новий фараон Анхвеннефер, котрий, ймовірно, розпочав боротьбу північніше від Фів, на комунікаціях своїх елліністичних супротивників (у 197 р. до н.е. він мав під контролем Лікополіс – сучасний Асьют). Варто відзначити, що Велике повстання характеризувалось передусім партизанською боротьбою (Полібій, дещо перебільшуючи, взагалі стверджував, що в цій війні не було жодної значної битви, жодного морського бою та жодної облоги, а лише взаємна жорстокість та беззаконня). 
Повстанці користувались підтримкою нубійських царів Куша (Мероїтське царство). Останні вели боротьбу з єгипетськими правителями за території між першим та другим порогами Ніла і скористались нагодою, котру надавали внутрішні негаразди у державі суперників. На відібраній у Птолемеїв території вони розгорнули храмове будівництво, зокрема, саме тоді заклали храм Дебод.
В 196 р. до н.е. повстанці досягли розташованого у середньому Єгипті міста Теніс (десяток кілометрів від сучасної Ель-Мін’ї та більш ніж три сотні кілометрів північніше від Фів). Тут можновладець автохтонного походження Хакоріс залишився вірним правлячій династії, а його область, ймовірно, стала межею просування бунтівників на північ (в подальшому Теніс перейменували у Хакоріс для пошановування цієї особи, котра таким чином надала Птолемеям важливі послуги).

## Виступ у дельті
У 197 р. до н.е. спалахнуло постання й у Нижньому Єгипті, в дельті Ніла. Повстанці закріпились тут в місті Шекан, котрий урядові війська змогли здобути лише шляхом важкої облоги. Після цієї перемоги Птолемей V нарешті був офіційно коронований в Мемфісі у березні 196 р. до н.е., після семи років правління.

## Успіхи та поразка повстанців на півдні

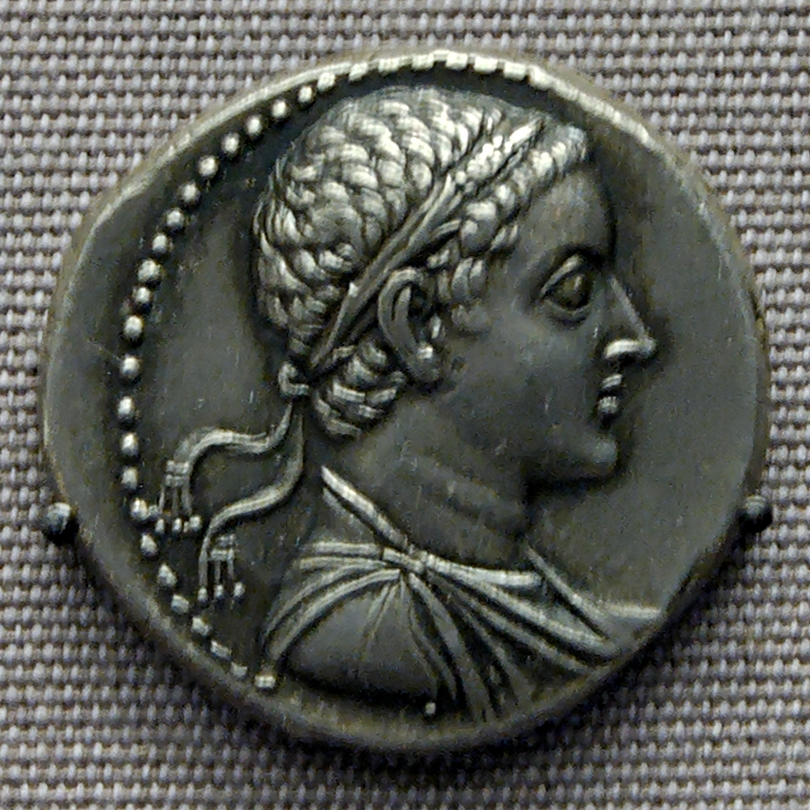
Монета з зображенням Птолемея V

Як засвідчує напис із храму Ісіди в Асуані, у 196/195 р. до н.е. це місто взяв під контроль союзний повстанцям мероїтський цар Куша. А осінню 195-го до н.е. Анхвеннефер захопив Фіви та офіційно коронувався тут. Бойові дії знов посунулись на північ. Але у 191 р. до н.е. урядова армія змогла повернути собі контроль на Фівами, про що засвідчує відновлення надходження звідси податків. Анхвеннефер втік на південь, можливо, до свого нубійського союзника.
Втім, боротьба ще не була повністю завершена. Вигнати кушитського царя з Асуана вдалось лише у 187 р. до н.е. Нарешті, у 186-му до н.е. біля Фів відбулась вирішальна битва. Армія Птолемеїв під командуванням Команоса зустрілась з повстанцями Анхвеннефера, на стороні яких також діяли нубійські загони. У битві Команос здобув впевнену перемогу, загинув син Анхвеннефера та командири нубійців. Сам повстанський фараон потрапив у полон та був страчений (за іншими даними – помилуванний на прохання жерців).
Для посилення контролю над півднем тут облаштували два нові гарнізони – у Патірісі (Pathyris) та Крокодилополі на західному березі Ніла за два десятки кілометрів на південний захід від Фів. З іншого боку, для послаблення напруженості оголосили загальну амністію втікачам, провели перерахунок заборгованостей за використання державних земель та обмежили свавілля чиновників, відібравши у них право запроторювати людей до тюрми без рішення судді. 

## Другий заколот у дельті
У 185 р. до н.е., коли повстання на півдні вже зазнало вирішальної поразки, у нільській дельті відбувся ще один значний виступ. Для його придушення одного з полководців Птолемея Арістоніка відправили до Греції вербувати найманців, втім, тим часом армія під командуванням Полікрата змогла примусити бунтівників до здачі. При цьому Птолемей V порушив надану провідникам повстанців обіцянку та наказав катувати і стратити їх.